# Etroçac
Étroussat és un municipi francès, situat al departament de l'Alier i a la regió d'Alvèrnia-Roine-Alps. L'any 2007 tenia 690 habitants.

## Demografia

### Població
El 2007 la població de fet d'Étroussat era de 690 persones. Hi havia 275 famílies de les quals 89 eren unipersonals (31 homes vivint sols i 58 dones vivint soles), 70 parelles sense fills, 93 parelles amb fills i 23 famílies monoparentals amb fills.
La població ha evolucionat segons el següent gràfic:
Habitants censats

### Habitatges
El 2007 hi havia 355 habitatges, 280 eren l'habitatge principal de la família, 40 eren segones residències i 35 estaven desocupats. 343 eren cases i 12 eren apartaments. Dels 280 habitatges principals, 220 estaven ocupats pels seus propietaris, 48 estaven llogats i ocupats pels llogaters i 12 estaven cedits a títol gratuït; 3 tenien una cambra, 9 en tenien dues, 41 en tenien tres, 84 en tenien quatre i 144 en tenien cinc o més. 234 habitatges disposaven pel capbaix d'una plaça de pàrquing. A 127 habitatges hi havia un automòbil i a 117 n'hi havia dos o més.

### Piràmide de població
La piràmide de població per edats i sexe el 2009 era:
| Homes | Edats   | Dones |
| ----- | ------- | ----- |
| 0     | 95 o +  | 4     |
| 0     | 90 a 94 | 0     |
| 0     | 85 a 89 | 16    |
| 4     | 80 a 84 | 4     |
| 24    | 75 a 79 | 8     |
| 36    | 70 a 74 | 32    |
| 16    | 65 a 69 | 32    |
| 4     | 60 a 64 | 20    |
| 12    | 55 a 59 | 4     |
| 20    | 50 a 54 | 28    |
| 28    | 45 a 49 | 8     |
| 4     | 40 a 44 | 12    |
| 4     | 35 a 39 | 12    |
| 56    | 30 a 34 | 36    |
| 8     | 25 a 29 | 24    |
| 20    | 20 a 24 | 12    |
| 12    | 15 a 19 | 28    |
| 20    | 10 a 14 | 20    |
| 12    | 5 a 9   | 12    |
| 20    | 0 a 4   | 12    |

## Economia
El 2007 la població en edat de treballar era de 408 persones, 291 eren actives i 117 eren inactives. De les 291 persones actives 264 estaven ocupades (156 homes i 108 dones) i 27 estaven aturades (10 homes i 17 dones). De les 117 persones inactives 36 estaven jubilades, 28 estaven estudiant i 53 estaven classificades com a «altres inactius».

### Ingressos
El 2009 a Étroussat hi havia 290 unitats fiscals que integraven 676 persones, la mediana anual d'ingressos fiscals per persona era de 15.082,5 €.

### Activitats econòmiques
Dels 27 establiments que hi havia el 2007, 2 eren d'empreses extractives, 2 d'empreses alimentàries, 3 d'empreses de fabricació d'altres productes industrials, 3 d'empreses de construcció, 11 d'empreses de comerç i reparació d'automòbils, 1 d'una empresa d'hostatgeria i restauració, 1 d'una empresa immobiliària, 3 d'empreses de serveis i 1 d'una empresa classificada com a «altres activitats de serveis».
Dels 5 establiments de servei als particulars que hi havia el 2009, 1 era una funerària, 1 taller de reparació d'automòbils i de material agrícola, 1 paleta i 2 lampisteries.
Dels 3 establiments comercials que hi havia el 2009, 1 era una botiga de menys de 120 m², 1 una fleca i 1 un drogueria.
L'any 2000 a Étroussat hi havia 28 explotacions agrícoles que ocupaven un total de 1.495 hectàrees.

## Equipaments sanitaris i escolars
El 2009 hi havia una escola elemental integrada dins d'un grup escolar amb les comunes properes formant una escola dispersa.

## Poblacions més properes
El següent diagrama mostra les poblacions més properes.